# Liste der Bischöfe von Nin
Die folgenden Personen waren Bischöfe von Nin (Kroatien):
- 879 Theodozij
- um 890 Alfred
- um 900–929 Gregor I. (Grgur Ninski)
- um 1050–1072 Andrija
- 1075 Formin
- 1104 Gregor II.
- 1163 Rodan
- 1170–1194 Matej
- um 1206 Prodan
- 1214–1220 Grubac
- 1229 B...
- 1230 Sv. Janson
- 1253–1268 Johann I.
- 1272–1280 Stephan
- 1288–1289 Marcel
- 1291–1302 Marko
- 1318 Johann II.
- 1328 Natalis
- 1328 Đuro
- 1342–1353 Johann III.
- 1354–1387 Dimitrij de Metapharis
- 1387 Antun Chernota
- 1394–1400 Johann IV.
- 1402 Franjo Petri
- 1409 Johann V.
- 1400–1424 Nikola de Treviso
- um 1436 Ludwig
- 1436–1462 Natalis Mlečanin
- 1462–1474 Jakob Bragdeno
- 1479–1523 Đuro Diphnico (Divnić)
- 1523–1556 Jakob Diphnico (Divnić)
- 1557–1577 Marko Lauredan
- 1577–1581 Petar Cedolini
- 1581–1588 Jeronim Mazarelli
- 1588–1592 Angelo de Gradibus
- 1592–1602 Horacij Belloti, Mlečanin
- 1602–1624 Blaž Mandevi
- 1624–1646 Hipolit de Hippolytis
- 1646–1649 Simon Diphnico (Divnić)
- 1649–1653 Đuro Georgicii
- 1653–1667 Franjo de Andreis
- 1667–1676 Franjo Grassi
- 1677–1687 Ivan Borgoforti
- 1688 Ivan Vassic
- 1690–1703 Đuro Parčić
- 1703–1709 Martin Dragoli
- 1709–1712 Ivan Manola
- 1713–1715 Antun Rosignoli
- 1716–1720 Nikola Dašić
- 1720–1723 Bernard Dominik Leoni
- 1724–1732 Andrija Balbi
- 1732–1738 Jeronim Fondi (auch Bischof von Trogir)
- 1738–1742 Ivan Frederik Orsini Rossa
- 1743–1754 Toma Nečić
- 1754 Antun Tripković
- 1771 Ivan Krstitelj Jurileo
- 1789–1806 Josip Đuro Scotti